# 岡井朝子
岡井 朝子（おかい あさこ、1966年 - ）は日本の外交官、国際公務員。国連公使等を経て、国連事務次長補、国連開発計画（UNDP）総裁補兼危機局長を務めた。

## 人物・経歴

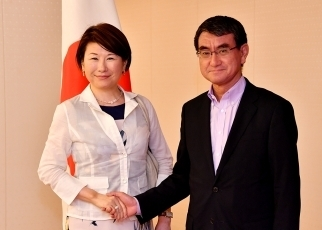
外務大臣（当時）の河野太郎を訪問する岡井（左）。2018年7月撮影。

東京都出身。日本経済新聞記者だった父岡井紀道の仕事に伴い小学校5年からワシントンD.C.の学校に通う。中学3年で帰国し、東京学芸大学附属高等学校を経て、1989年一橋大学法学部卒業（杉原泰雄ゼミ）、外務省入省。高校では合唱部、大学ではオーケストラ部（ヴァイオリン担当）に所属。
入省後2年間ケンブリッジ大学エマニュエル・カレッジに留学し、1992年に美術史でM.A.の学位を取得。同年外務省文化交流部文化第二課。1994年経済協力局政策課、調査計画課併任。1996年内閣官房内閣安全保障室参事官補。1998年欧亜局西欧第二課首席事務官。2000年在パキスタン日本国大使館一等書記官（経済班長）。2002年在オーストラリア日本国大使館一等書記官（経済担当）。2005年経済協力局政策課首席事務官。2006年経済協力局政策課企画官。同年国際協力局政策課企画官。
2007年から国際協力局人道支援室長を務め国際連合児童基金、国際連合世界食糧計画、国際連合難民高等弁務官事務所を所掌。2009年中近東アフリカ局アフリカ第二課長。2010年国際連合日本政府代表部公使参事官（政務担当）。2011年第66会期国際連合総会議長室上席政策調整官。2012年国際連合日本政府代表部公使参事官（政務担当）。2014年在スリランカ日本国大使館次席公使、モルディブ兼轄。2016年からカナダ初の女性日本国総領事としてバンクーバー総領事を務めた。
開発、平和構築、国際協力分野が長く、2018年国際連合日本政府代表部公使を経て、中満泉の後任として、国際連合事務次長補兼国際連合開発計画総裁補兼第2代危機対応局長に就任。同年には水鳥真美も国際連合事務総長特別代表に任命されており、外務省出身の日本人女性の国連幹部への登用が続いた。その後、改組された危機局の局長として、他機関との連携計画策定にあたるなどした。2023年駐バーレーン特命全権大使。

## 同期
- 相航一（23年アメリカ特命全権公使・21年アメリカ公使）
- 赤堀毅（24年外務審議官（経済担当）・22年地球規模課題審議官）
- 赤松秀一（21年上海総領事）
- 安藤俊英（24年中東アフリカ局長・22年領事局長）
- 市川恵一（23年内閣官房副長官補・22年総合外交政策局長・20年北米局長）
- 加納雄大（23年ユネスコ大使・22年内閣府国際平和協力本部事務局長・21年南部アジア部長）
- 城内実（14年外務副大臣・03年衆議院議員）
- 齋田伸一（23年国際平和協力本部事務局長・22年アフリカ部長・20年アメリカ公使・16年エチオピア大使）
- 志水史雄（22年大臣官房長・20年中華人民共和国公使、18年アフリカ連合代表部大使）
- 曽根健孝（22年在ロサンゼルス総領事）
- 田村政美（23年外務省研修所長・20年インドネシア公使）
- 浜田隆（23年瀋陽総領事・21年内閣情報調査室内閣審議官兼国際テロ情報集約室次長）
- 中込正志（22年欧州局長・21年内閣総理大臣秘書官）
- 長岡寛介（24年チェコ大使・21年中東アフリカ局長・19年大臣官房審議官）
- 鯰博行（25年外務審議官（政務担当）・23年アジア大洋州局長・22年経済局長・21年国際法局長）
- 星野芳隆（23年エルサルバドル大使・21年スポーツ庁審議官）
- 松永健（23年トロント総領事）
- 山本恭司（19年フィリピン公使）
- 米谷光司（21年アフリカ部長・17年ジブチ大使）